# Joseph Milon
Pour les articles homonymes, voir Milon.
 (novembre 2016).
Pierre Joseph Hyacinthe Milon est un peintre et sculpteur français, né à Gordes (Vaucluse) le 11 septembre 1868, et mort à Aix-en-Provence (Bouches-du-Rhône) le 25 mars 1947.

## Biographie
Lorsqu'il naît, à Gordes, le père de Joseph Milon est géomètre. Il se reconvertit et devient notaire à Aix-en-Provence en 1880. Joseph Milon commence ses études au petit séminaire Saint-Pierre de Luxembourg au palais de la Rovère à Avignon et les poursuit au collège catholique à Aix-en-Provence, où il se lie d’amitié avec Charles Maurras. Il suit, ensuite, les cours de la faculté de droit d'Aix-en-Provence, et devient avocat, puis, en 1895,  avoué prés la cour d'appel de cette ville. Vers 1910 il cède sa charge pour se consacrer  uniquement à la peinture, la sculpture et un peu à la gravure. 
Parallèlement à ses études de droit il est élève à l'école des beaux-arts d'Aix-en-Provence du peintre Honoré Gibert, conservateur du musée Granet. Il suit les cours de Joseph François Villevieille pour le dessin et d'Henri Pontier pour la sculpture. Il subit également l'influence du directeur de l'école des beaux-arts de Marseille, le peintre Alphonse Moutte.
Joseph Milon expose au  Salon des artistes français en 1923, 1933, 1934 et 1939, ainsi qu'au ainsi qu’au Salon de Versailles (mention en 1911) et au Salon de Lyon.
Il fréquenta Marcel Provence, Henri Dobler, Édouard Ducros, Achille Emperaire, Louis-Gautier, Joseph Hurard, Cyrille Rougier et Philippe Solari. Son atelier se trouvait dans l'immeuble Aurengo au no 6 rue des Tanneurs à Aix-en-Provence.
Il a produit plus de deux mille œuvres.

## Œuvres dans les collections publiques
- Aix-en-Provence :
  - musée Granet : Nu couché.
  - musée Paul-Arbaud : Maison des 3 Arceaux à Pertuis, 1931, aquarelle.
  - musée du Vieil Aix :
    - Portrait de Mademoiselle Marie d'Estienne de Saint Jean ;
    - L’Atelier du maître ferronnier Rougier, 1911, huile sur toile.
- Cannes, musée de la Castre : Le Père François en prière, 1910, huile sur toile.
- Carpentras, musée Comtadin-Duplessis : Parmi les galets (plage des Lecques), 1905, huile sur toile.